# العقر (المشنة)

تعديل مصدري - تعديل

العقر هي إحدى قرى عزلة الحوج العدنى بمديرية المشنة التابعة لمحافظة إب، بلغ تعداد سكانها 317 نسمة حسب تعداد اليمن لعام 2004.